# Marie de Bourbon (morte en 1387)
Pour les articles homonymes, voir Marie de Bourbon.
 (juillet 2019).
Si vous disposez d'ouvrages ou d'articles de référence ou si vous connaissez des sites web de qualité traitant du thème abordé ici, merci de compléter l'article en donnant les références utiles à sa vérifiabilité et en les liant à la section « Notes et références ».
Marie de Bourbon est une princesse capétienne née vers 1318 et morte à Naples en 1387. Elle est la fille du duc Louis Ier de Bourbon et de Marie de Hainaut.
Cette princesse entre dans l'histoire le 29 novembre 1328, lorsque dans la chapelle du château de Bourbon-l'Archambault, son père signe sa promesse de mariage avec Guy de Lusignan, fils aîné du roi Hugues IV de Chypre. Ce mariage entre dans le cadre de l'active politique étrangère du duc qui cherche, depuis qu'il s'est croisé en 1316, à tisser des liens étroits avec l'Orient.

## Biographie

### Jeunesse à Chypre (1330-1346)
Partie à la fin de l'été 1329 d'Aigues-Mortes, la jeune princesse débarque à Famagouste en janvier 1330 et épouse en grande pompe Guy de Lusignan, connétable de Chypre et héritier de la Couronne.
En 1335, elle donne naissance à un fils, nommé comme son grand-père paternel, Hugues de Lusignan. Sa vie à la cour de Chypre est peu connue. En mai 1341 elle obtient du pape une absolution in articulo mortis, sans doute à la suite d'une maladie. En juillet 1342, le pape l'autorise à partir en pèlerinage au Saint-Sépulcre de Jérusalem avec une suite de 50 personnes, peut-être à la suite d'un vœu pour le rétablissement de la maladie de 1341.
Le pèlerinage n'a sans doute jamais eu lieu, et en 1343 son époux Guy meurt. Marie s'installe alors, comme le prévoit le contrat de mariage, dans la maison de la princesse Lucie à Nicosie. La situation de Marie à la cour de Chypre devient difficile. La correspondance pontificale montre que Marie est en très mauvais termes avec son beau-père le roi Hugues IV et souhaite revenir en France. Le roi s'y oppose malgré les pressions de Pierre Ier de Bourbon et du pape Clément VI. La question du sort de son fils, le jeune Hugues de Lusignan, semble être au centre du problème. D'après le contrat de mariage de 1328, il doit hériter de la Couronne de son grand-père. Cependant, il est possible que la disparition prématurée de son père ait fait naître des contestations de nature juridique au sein de la Cour (problème du droit de représentation du père par un fils lors d'un héritage). La situation s'aggrave encore lorsque le roi suspend les rentes de son douaire.
L'intervention du pape en avril 1346 est décisive, il envoie un nonce apostolique à Chypre pour ramener Marie en Occident et faire respecter les termes de son contrat de mariage.

### L'impératrice de Constantinople (1347-1364)
Marie quitte Chypre avec son fils sans doute à la fin 1346 ou au printemps 1347. Sur le chemin de la France, elle fait escale à Naples. La politique reprend alors ses droits : le pape, et probablement son frère le duc Pierre Ier, l'invite à accepter un mariage avec Robert de Tarente, empereur latin de Constantinople et prince d'Achaïe. Ce dernier vit en effet une relation sulfureuse avec la reine Jeanne de Naples qui scandalise la cour pontificale. 
Le mariage est célébré à Naples en l'église San Giovanni Maggiore le 9 septembre 1347. Toutefois, dès janvier 1348, le royaume de Naples est envahi par les troupes du roi Louis Ier de Hongrie, venu venger l'assassinat de son frère, le premier époux de la reine Jeanne. Robert de Tarente, ainsi que d'autres grands du royaume, rendent les armes au roi à Aversa le 17 janvier 1348. Lui et son frère Philippe, accusés de complicité dans le meurtre d'André de Hongrie, sont envoyés en captivité en Hongrie.
Marie entame alors une série de démarches diplomatiques en vue de faire libérer son nouvel époux. Elle est à Avignon en mai 1348 alors que la Peste noire fait des ravages. Elle se dirige ensuite vers Bourbon-l'Archambault et passe la période de la pandémie auprès de sa famille. En janvier 1352, la paix entre la reine de Naples et le roi de Hongrie est enfin conclue.
Robert de Tarente est libérée et Marie et son fils se réinstallent à Naples. Selon certains auteurs, le couple réside de 1356 à 1357 dans le Péloponnèse. Robert fait don à son épouse de la baronnie de Kalamata le 27 mai 1357. Fin 1358 ou début 1359, elle achète à leur héritière les baronnies de Nivelet et de Vostitza.
N'ayant pas d'enfant, Robert institue Marie comme son héritière dans la principauté[réf. nécessaire].

### Princesse d'Achaïe (1364-1370)
À la mort de son époux le 11 septembre 1364, Marie de Bourbon et son fils Hugues revendiquent la possession de la principauté d'Achaïe face à Philippe II de Tarente, frère de Robert. En décembre 1364, elle rencontre son ex-beau-frère le roi Pierre Ier de Chypre qui lui promet le paiement son douaire, suspendu depuis 1346. Elle se rend à Chypre l'année suivante pour assister au mariage de son fils. Le conflit pour la principauté (principalement contre l'archevêque de Patras Angelo Acciaiuoli, soutien de Philippe ou simplement son allié objectif) dure jusqu'en 1370, date à laquelle Marie et Hugues abandonnent leurs droits sur l'Achaïe à Philippe de Tarente contre une rente, Marie se réservant seulement la baronnie de Kalamata.
Elle s'installe alors définitivement à Naples.

### Vieillesse napolitaine (1370-1387)
De son hôtel napolitain, Marie de Bourbon continue de jouer un rôle dans les affaires diplomatiques européennes, en particulier dans la complexe politique matrimoniale napolitaine. Elle tente ainsi de placer un de ses neveux à la cour de Naples, et il est possible que son influence ait joué dans l'adoption de son cousin Louis d'Anjou par la reine Jeanne en 1380.
Elle décède à Naples en 1387 et est inhumée en l'église Santa Chiara. Son fils Hugues de Lusignan étant mort sans héritier en 1385, elle fait de son neveu Louis II de Bourbon son légataire universel.